# Rafał Wodziński
Rafał Wodziński herbu Jastrzębiec – chorąży przedecki w latach 1765–1789, cześnik kowalski w latach 1761–1765, sędzia grodzki przedecki.
W 1764 roku wybrany sędzią kapturowym województwa brzeskokujawskiego. Był elektorem Stanisława Augusta Poniatowskiego w 1764 roku z województwa brzeskokujawskiego.